# Vesszős Mercédesz
Vesszős Mercédesz (Budapest, 1992. január 10. –) válogatott magyar labdarúgó, hátvéd.

## Pályafutása

### Klubcsapatban
2003-ban az MTK csapatában kezdte a labdarúgást. 2006-ban mutatkozott be az élvonalban. Két bajnoki címet, egy ezüst-, és két bronzérmet szerzett a csapattal. A 2011–12-es idény alapszakaszában még két mérkőzésen pályára lépett. Utoljára 2011. augusztus 27-én a Nyíregyháza elleni 9–0-s győzelemmel zárult meccsen szerepelt, majd a görög Volosz csapatához igazolt. 2012 tavaszán már Ausztriában játszott. A 2012–13-as idényre visszatért az MTK-hoz.

### A válogatottban
2013. március 6-án mutatkozott be a válogatottban, Mexikó ellen, a portugáliai Algarve Kupán, ahol a csapat 1–0-ra kikapott.

## Sikerei, díjai
- Magyar bajnokság
  - bajnok: 2009–10, 2010–11, 2011–12, 2012–13
  - 2.: 2008–09
  - 3.: 2006–07, 2007–08
- Magyar kupa
  - győztes: 2010, 2013[1]
  - döntős: 2008, 2011

## Statisztika

### Mérkőzései a válogatottban
| Magyarország | Magyarország      | Magyarország               | Magyarország | Magyarország | Magyarország | Magyarország | Magyarország | Magyarország |
| #            | Dátum             | Helyszín                   | Hazai        | Eredmény     | Vendég       | Kiírás       | Gólok        | Esemény      |
| ------------ | ----------------- | -------------------------- | ------------ | ------------ | ------------ | ------------ | ------------ | ------------ |
| 1.           | 2013. március 6.  | Ferreiras (POR)            | Magyarország | 0 – 1        | Mexikó       | Algarve-kupa | -            |              |
| 2.           | 2013. március 8.  | Vila Real de Santo António | Portugália   | 0 – 2        | Magyarország | Algarve-kupa | -            |              |
| 3.           | 2013. március 11. | Quarteira (POR)            | Wales        | 1 – 1        | Magyarország | Algarve-kupa | -            | a szünetben  |
|              | Összesen          |                            |              | 3            | mérkőzés     |              | 0            | gól          |